# Digital PR
Digital PR (Digital Public Relations, em inglês; ou Relações Públicas Digitais, em português) são estratégias de comunicação que unem as práticas comuns de relações públicas com as ações de link building para aumentar o posicionamento e a visibilidade de um site, em seu nicho de atuação. Nas áreas de SEO e de Marketing Digital, a abordagem de Digital PR distingue-se da tradicional por focar em ativos linkáveis para melhorar a visibilidade orgânica de um site, com KPIs voltados para a qualidade dos links e seu impacto no SEO. Inclui a divulgação de histórias de marcas e o uso de dados e infográficos para criar conteúdos atrativos. Já as relações públicas tradicionais se concentram em aumentar a consciência de marca e tendem a se basear em mídia offline, em contraste com o foco online do Digital PR.

## Digital PR e Link Building
A prática de construção de links, conhecida como link building, consiste em adquirir links externos que direcionam para um site específico. No contexto de SEO, tais links são conhecidos como backlinks. Obter backlinks de domínios reconhecidos e de alta qualidade pode elevar a autoridade do site, melhorar sua posição nas páginas de resultados dos mecanismos de pesquisa (SERPs) e incrementar o tráfego de visitantes.
O Digital PR é visto como a evolução do link building e das práticas tradicionais de relações públicas. O aforismo de Marshall McLuhan, "o meio é a mensagem", tem uma relevância significativa nesse contexto, particularmente na efetividade das estratégias link building. Nesse sentido, parte essencial do trabalho dos profissionais de Digital PR é encontrar sites parceiros para criar links, visando aumentar o tráfego e otimizar a presença online.